# Pimelodella cristata
Pimelodella cristata är en fiskart som först beskrevs av Müller och Troschel, 1849.  Pimelodella cristata ingår i släktet Pimelodella och familjen Heptapteridae. IUCN kategoriserar arten globalt som livskraftig. Inga underarter finns listade i Catalogue of Life.